# Halluin
Halluin är en kommun i departementet Nord i regionen Hauts-de-France i norra Frankrike. Kommunen ligger i kantonen Tourcoing-Nord som tillhör arrondissementet Lille. År 2022 hade Halluin 20 684 invånare.

## Befolkningsutveckling
Antalet invånare i kommunen Halluin
| Referens: INSEE |